# Francisco Salmerón y Alonso
Francisco Salmerón y Alonso, né à Torrejón de Ardoz le 28 mai 1822 et mort à Madrid le 21 novembre 1878, est un homme politique espagnol d’idéologie républicaine, président du Congrès des députés et ministre de l’Outre-mer au cours du Sexenio Democrático.